# Lista de jogos mais vendidos para Nintendo Entertainment System
O jogo eletrônico mais vendido de todos os tempos no console Nintendo Entertainment System (NES), conhecido como Family Computer (Famicom) no Japão, é Super Mario Bros. Lançado no Japão em 18 de setembro de 1983, ele passou a vender mais de 40 milhões de unidades em todo o mundo, tornando-se um dos jogos mais vendidos de todos os tempos. As duas sequências do jogo no NES, também estão presentes entre os cinco jogos mais vendidos da plataforma – Super Mario Bros. 2 vendeu 7,46 milhões de unidades e está na quarta posição, enquanto Super Mario Bros. 3 vendeu mais de 17 milhões cópias, estando na terceira posição. Duck Hunt é o segundo jogo mais vendido do NES, vendendo mais de 28 milhões de cópias em todo o mundo.
Um total de 75 jogos do NES/Famicom venderam mais de um milhão de unidades. Desses, 31 títulos foram desenvolvidos por divisões internas de desenvolvimento da Nintendo. Além disso, a desenvolvedora com os jogos mais vendidos é a Capcom, com sete jogos na lista dos 75. A Nintendo publicou 41 desses 75 jogos. Outras editoras com vários títulos vendidos em milhões incluem Capcom (sete jogos), Konami (seis jogos), Bandai e Hudson Soft (cinco jogos cada), Enix e Namco (ambos com quatro jogos). As franquias mais populares do NES incluem Super Mario (67,63 milhões de unidades combinadas), Dragon Quest (10,975 milhões de unidades combinadas) e The Legend of Zelda (10,89 milhões de unidades combinadas).

## Lista
| Pos. | Título                             | Vendas     | Desenvolvedora(s)   | Publicadora(s)                    | Lançamento              | Ref.   |
| ---- | ---------------------------------- | ---------- | ------------------- | --------------------------------- | ----------------------- | ------ |
| 1    | Super Mario Bros.                  | 40.240.000 | Nintendo R&D4       | Nintendo                          | 13 de setembro de 1985  | [ 1 ]  |
| 2    | Duck Hunt                          | 28.300.000 | Nintendo R&D1       | Nintendo                          | 21 de abril de 1984     | [ 3 ]  |
| 3    | Super Mario Bros. 3                | 18.000.000 | Nintendo R&D4       | Nintendo                          | 23 de outubro de 1988   | [ 2 ]  |
| 4    | Super Mario Bros. 2                | 7.460.000  | Nintendo R&D4       | Nintendo                          | 9 de outubro de 1988    | [ 2 ]  |
| 5    | The Legend of Zelda                | 6.510.000  | Nintendo R&D4       | Nintendo                          | 21 de fevereiro de 1986 | [ 4 ]  |
| 6    | Tetris                             | 5.580.000  | Nintendo R&D1       | Nintendo                          | 22 de dezembro de 1988  | [ 5 ]  |
| 7    | Dr. Mario                          | 4.850.000  | Nintendo R&D1       | Nintendo                          | 27 de julho de 1990     | [ 5 ]  |
| 8    | Zelda II: The Adventure of Link    | 4.380.000  | Nintendo R&D4       | Nintendo                          | 14 de janeiro de 1987   | [ 4 ]  |
| 9    | Excitebike                         | 4.160.000  | Nintendo R&D1       | Nintendo                          | 30 de novembro de 1984  | [ 6 ]  |
| 10   | Golf                               | 4.010.000  | Nintendo R&D1       | Nintendo                          | 1 de maio de 1984       | [ 6 ]  |
| 11   | Teenage Mutant Ninja Turtles       | 4.000.000  | Konami              | Konami Ultra Games                | 12 de maio de 1989      | [ 7 ]  |
| 12   | Dragon Quest III                   | 3.895.000  | Chunsoft            | Enix                              | 10 de fevereiro de 1988 | [ 8 ]  |
| 13   | Kung Fu                            | 3.500.000  | Nintendo R&D1       | Nintendo                          | 18 de setembro de 1985  | [ 6 ]  |
| 14   | Baseball                           | 3.200.000  | Nintendo R&D1       | Nintendo                          | 7 de dezembro de 1983   | [ 9 ]  |
| 15   | Dragon Quest IV                    | 3.180.000  | Chunsoft            | Enix                              | 11 de fevereiro de 1990 | [ 8 ]  |
| 16   | World Class Track Meet             | 3.080.000  | TRY Co.             | Nintendo                          | 23 de dezembro de 1986  | [ 6 ]  |
| 17   | Punch-Out!!                        | 3.020.000  | Nintendo R&D3       | Nintendo                          | 18 de setembro de 1987  | [ 6 ]  |
| 18   | Metroid                            | 2.730.000  | Nintendo R&D1       | Nintendo                          | 6 de agosto de 1986     | [ 6 ]  |
| 19   | Super Mario Bros.: The Lost Levels | 2.650.000  | Nintendo R&D4       | Nintendo                          | 3 de junho de 1986      | [ 6 ]  |
| 20   | Ice Hockey                         | 2.420.000  | Nintendo R&D2       | Nintendo                          | 21 de janeiro de 1988   | [ 10 ] |
| 21   | Pro Wrestling                      | 2.400.000  | Nintendo R&D3       | Nintendo                          | 13 de outubro de 1986   | [ 6 ]  |
| 22   | Dragon Quest II                    | 2.400.000  | Chunsoft            | Enix                              | 26 de janeiro de 1987   | [ 11 ] |
| 23   | Mario Bros.                        | 2.280.000  | Nintendo R&D1       | Nintendo                          | 9 de setembro de 1983   | [ 6 ]  |
| 24   | Tennis                             | 2.170.000  | Nintendo R&D1       | Nintendo                          | 14 de janeiro de 1984   | [ 6 ]  |
| 25   | Volleyball                         | 2.150.000  | Nintendo R&D3       | Nintendo                          | 21 de julho de 1986     | [ 6 ]  |
| 26   | Mahjong                            | 2.140.000  | Nintendo R&D1       | Nintendo                          | 27 de agosto de 1983    | [ 6 ]  |
| 27   | R.C. Pro-Am                        | 2.140.000  | Rare                | Nintendo                          | Fevereiro de 1988       | [ 6 ]  |
| 28   | Pro Yakyū Family Stadium           | 2.050.000  | Namco               | Namco                             | 10 de dezembro de 1986  | [ 12 ] |
| 29   | Top Gun                            | 2.000.000  | Konami              | Konami                            | Novembro de 1987        | [ 13 ] |
| 30   | Soccer                             | 1.960.000  | Intelligent Systems | Nintendo                          | 9 de abril de 1985      | [ 6 ]  |
| 31   | Rad Racer                          | 1.960.000  | Square              | Nintendo Square                   | 7 de agosto de 1987     | [ 6 ]  |
| 32   | Pinball                            | 1.850.000  | Nintendo R&D1       | Nintendo                          | 2 de fevereiro de 1984  | [ 6 ]  |
| 33   | Kid Icarus                         | 1.760.000  | Nintendo R&D1 Tose  | Nintendo                          | 19 de dezembro de 1986  | [ 6 ]  |
| 34   | Yoshi                              | 1.750.000  | Game Freak          | Nintendo                          | 15 de dezembro de 1991  | [ 6 ]  |
| 35   | Kirby's Adventure                  | 1.750.000  | HAL Laboratory      | Nintendo                          | 23 de março de 1993     | [ 6 ]  |
| 36   | DuckTales                          | 1.670.000  | Capcom              | Capcom                            | 14 de setembro de 1989  | [ 14 ] |
| 37   | Ghosts 'n Goblins                  | 1.640.000  | Capcom Micronics    | Capcom                            | 13 de junho de 1986     | [ 15 ] |
| 38   | Bases Loaded                       | 1.580.000  | Tose                | Jaleco                            | 26 de junho de 1987     | [ 16 ] |
| 39   | Donkey Kong Classics               | 1.560.000  | Nintendo R&D1       | Nintendo                          | Outubro de 1988         | [ 6 ]  |
| 40   | F-1 Race                           | 1.520.000  | HAL Laboratory      | Nintendo                          | 2 de novembro de 1984   | [ 6 ]  |
| 41   | Mega Man 2                         | 1.510.000  | Capcom              | Capcom                            | 24 de dezembro 1988     | [ 15 ] |
| 42   | Lode Runner                        | 1.500.000  | Hudson Soft         | Brøderbund Hudson Soft            | 31 de julho de 1984     | [ 17 ] |
| 43   | Ice Climber                        | 1.500.000  | Nintendo R&D1       | Nintendo                          | 30 de janeiro de 1985   | [ 6 ]  |
| 44   | Ninja Hattori-kun                  | 1.500.000  | Hudson Soft         | Hudson Soft                       | 5 de março de 1986      | [ 12 ] |
| 45   | Dragon Quest                       | 1.500.000  | Chunsoft            | Enix, Nintendo                    | 27 de maio de 1986      | [ 11 ] |
| 46   | Nintendo World Cup                 | 1.480.000  | Technōs Japan       | Nintendo Technōs Japan            | 18 de maio de 1990      | [ 6 ]  |
| 47   | 4 Nin Uchi Mahjong                 | 1.450.000  | Hudson Soft         | Nintendo                          | 2 de novembro de 1984   | [ 6 ]  |
| 48   | Final Fantasy III                  | 1.400.000  | Square              | Square                            | 27 de abril de 1990     | [ 11 ] |
| 49   | Gyromite                           | 1.320.000  | Nintendo R&D1       | Nintendo                          | 13 de agosto de 1985    | [ 6 ]  |
| 50   | Pro Yakyū Family Stadium '87       | 1.300.000  | Namco               | Namco                             | 22 de dezembro de 1987  | [ 12 ] |
| 51   | Hogan's Alley                      | 1.270.000  | Nintendo R&D1       | Nintendo                          | 12 de junho de 1984     | [ 6 ]  |
| 52   | Xevious                            | 1.260.000  | Namco               | Namco Bandai                      | 8 de novembro de 1984   | [ 12 ] |
| 53   | Ninja Kid                          | 1.250.000  | Tose                | Bandai                            | 17 de abril de 1986     | [ 12 ] |
| 54   | Dragon Power                       | 1.250.000  | Tose                | Bandai                            | 27 de novembro de 1986  | [ 12 ] |
| 55   | TwinBee                            | 1.200.000  | Konami              | Konami                            | 7 de janeiro de 1986    | [ 12 ] |
| 56   | Ganbare Goemon! Karakuri Dōchū     | 1.200.000  | Konami              | Konami                            | 30 de julho de 1986     | [ 12 ] |
| 57   | Chip 'n Dale Rescue Rangers        | 1.200.000  | Capcom              | Capcom                            | 8 de junho de 1990      | [ 14 ] |
| 58   | Doraemon                           | 1.150.000  | Hudson Soft         | Hudson Soft                       | 12 de dezembro de 1986  | [ 12 ] |
| 59   | Commando                           | 1.140.000  | Capcom              | Capcom                            | 27 de setembro de 1986  | [ 15 ] |
| 60   | Donkey Kong                        | 1.130.000  | Nintendo            | Nintendo R&D1                     | 15 de julho de 1983     | [ 6 ]  |
| 61   | Yoshi's Cookie                     | 1.120.000  | Home Data, Tose     | Nintendo                          | 21 de novembro de 1992  | [ 6 ]  |
| 62   | Donkey Kong Jr.                    | 1.110.000  | Nintendo R&D1       | Nintendo                          | 15 de julho de 1983     | [ 6 ]  |
| 63   | Popeye                             | 1.100.000  | Nintendo R&D1       | Nintendo                          | 15 de julho de 1983     | [ 6 ]  |
| 64   | Pro Yakyū Family Stadium '88       | 1.080.000  | Namco               | Namco                             | 20 de dezembro de 1988  | [ 12 ] |
| 65   | Mega Man 3                         | 1.080.000  | Capcom              | Capcom                            | 28 de setembro de 1990  | [ 15 ] |
| 66   | Famicom Jump: Hero Retsuden        | 1.060.000  | Tose                | Bandai                            | 15 de fevereiro de 1989 | [ 12 ] |
| 67   | Tag Team Match: MUSCLE             | 1.050.000  | Tose                | Bandai                            | 8 de novembro de 1985   | [ 12 ] |
| 68   | Adventure Island                   | 1.050.000  | Hudson Soft         | Hudson Soft                       | 12 de setembro de 1986  | [ 12 ] |
| 69   | 1942                               | 1.000.000  | Capcom Micronics    | Capcom                            | 11 de dezembro de 1985  | [ 18 ] |
| 70   | Bomberman                          | 1.000.000  | Hudson Soft         | Hudson Soft                       | 20 de dezembro de 1985  | [ 19 ] |
| 71   | Hydlide                            | 1.000.000  | T&E Soft            | T&E Soft FCI                      | 8 de março de 1986      | [ 20 ] |
| 72   | Gradius                            | 1.000.000  | Konami              | Konami                            | 25 de abril de 1986     | [ 12 ] |
| 73   | Tiger Heli                         | 1.000.000  | Micronics           | Pony Canyon Acclaim Entertainment | 5 de dezembro de 1986   | [ 21 ] |
| 74   | Metal Gear                         | 1.000.000  | Konami              | Konami Ultra Games                | 22 de dezembro de 1987  | [ 22 ] |
| 75   | NES Open Tournament Golf           | 1.000.000  | Nintendo R&D2       | Nintendo                          | 20 de setembro de 1991  | [ 6 ]  |